# Чапикуй
Чапикуй (исп. Chapicuy) — населённый пункт сельского типа в западной части Уругвая, в департаменте Пайсанду.

## География
Расположен в северо-западной части департамента, на 454 км автомобильной дороги № 3, к юго-востоку от города Сальто. Абсолютная высота — 12 метров над уровнем моря.

## Экономика
Экономика населённого пункта основана главным образом на животноводстве и продаже продуктов жизнедеятельности животных в качестве удобрений.

## Население
Население по данным на 2011 год составляет 735 человек.
| Год  | Население |
| ---- | --------- |
| 1963 | 162       |
| 1975 | 113       |
| 1985 | 196       |
| 1996 | 448       |
| 2004 | 637       |
| 2011 | 735       |

Источник: Instituto Nacional de Estadística de Uruguay